# Polypodium purpurascens
Polypodium purpurascens là một loài dương xỉ trong họ Polypodiaceae. Loài này được Nadeaud mô tả khoa học đầu tiên năm 1873.
Danh pháp khoa học của loài này chưa được làm sáng tỏ. 